# Emmalaan 3
Emmalaan 3 is een gemeentelijk monument aan de Emmalaan in Baarn in de provincie Utrecht. Het herenhuis staat in het Wilhelminapark dat onderdeel is van  rijksbeschermd dorpsgezicht Prins Hendrikpark e.o.
Het herenhuis met L-vormige plattegrond is in 1912 gebouwd en door C. Sweris ontworpen, net als het huis ernaast op Emmalaan 5. Het pand heeft de toegangsdeur en een erker aan de linkerzijde en een venster aan de rechterzijde. Vanuit de centrale hal kunnen de drie woonkamers worden bereikt. Het laten oversteken van de dakgoten om zo een meer horizontaal karakter aan het gebouw te geven past in de modestroming in de bouwjaren.
Eerste bewoner was mejuffrouw H. Grinvis.